# لورا آن فراي
لورا آن فراي (بالإنجليزية: Laura Anne Fry)‏ هي صانعة الفخار أمريكية، ولدت في 22 يناير 1857، وتوفيت في 1943.